# Postcodes in Algerije
Postcodes in Algerije bestaan uit vijf cijfers. De eerste twee cijfers van de postcode staan voor de provincies van Algerije:
| - 01 Adrar - 02 Ain Defla - 03 Aïn Témouchent - 04 Algiers - 05 Annaba - 06 Batna - 07 Béchar - 08 Bejaia - 09 Biskra - 10 Blida - 11 Bordj Bou Arreridj - 12 Bouira - 13 Boumerdes - 14 Chlef - 15 Constantine - 16 Djelfa | - 17 El Bayadh - 18 El Oued - 19 El Tarf - 20 Ghardaia - 21 Guelma - 22 Illizi - 23 Jijel - 24 Khenchela - 25 Laghouat - 26 Muaskar - 27 Medea - 28 Mila - 29 Mostaganem - 30 M’Sila - 31 Naama - 32 Oran | - 33 Ouargla - 34 Oum el-Bouaghi - 35 Relizane - 36 Saida - 37 Sétif - 38 Sidi Bel Abbes - 39 Skikda - 40 Souk Ahras - 41 Tamanghasset - 42 Tebessa - 43 Tiaret - 44 Tindouf - 45 Tipaza - 46 Tissemsilt - 47 Tizi Ouzou - 48 Tlemcen |

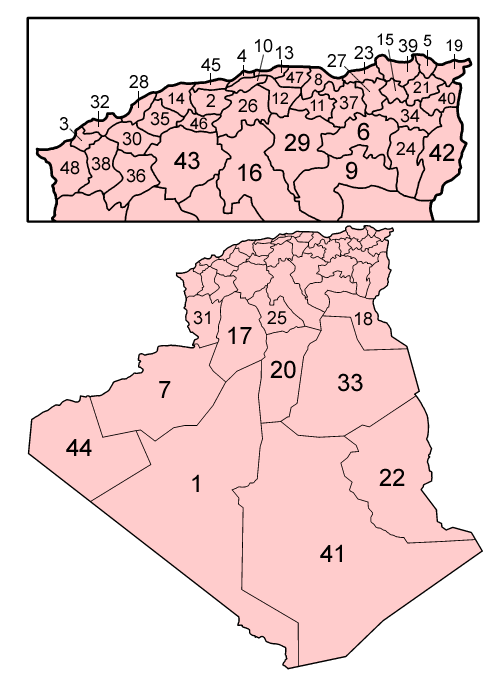
Provincies/postcodegebieden in Algerije

De grote plaatsen zoals Algiers hebben postcodes op wijkniveau, kleinere plaatsen hebben één postcode.